# Município de Sugarcreek (condado de Greene, Ohio)
O município de Sugarcreek (em inglês: Sugarcreek Township) é um município localizado no condado de Greene no estado estadounidense de Ohio. No ano de 2010 tinha uma população de 8.041 habitantes e uma densidade populacional de 116,72 pessoas por km².

## Geografia
O município de Sugarcreek encontra-se localizado nas coordenadas 39° 37′ 41″ N, 84° 03′ 48″ O. Segundo a Departamento do Censo dos Estados Unidos, o município tem uma superfície total de 68.89 km², da qual 68,38 km² correspondem a terra firme e (0,75 %) 0,52 km² é água.

## Demografia
Segundo o censo de 2010, tinha 8.041 habitantes residindo no município de Sugarcreek. A densidade populacional era de 116,72 hab./km². Dos 8.041 habitantes, o município de Sugarcreek estava composto pelo 91,03 % brancos, o 4,22 % eram afroamericanos, o 0,17 % eram amerindios, o 2,14 % eram asiáticos, o 0,56 % eram de outras raças e o 1,88 % eram de uma mistura de raças. Do total da população o 2,13 % eram hispanos ou latinos de qualquer raça.